# 伦讷 (下萨克森州)
伦讷（德語：Lenne，發音：[ˈlɛnə] ⓘ）是德国下萨克森州霍尔茨明登县的市镇，面积5.68平方千米，2023年12月31日人口为672人。